# Console portable
Une console portable est une console de jeux vidéo qui est conçue de façon à pouvoir être transportée. La principale différence entre les consoles dites portables et les consoles « classiques » est que l'ensemble du matériel nécessaire pour jouer, c'est-à-dire l'écran, les touches de contrôle et les haut-parleurs sont regroupés dans un seul ensemble léger. De cette façon, la console peut être prise en main.
Durant les années 1970 et 1980, plusieurs entreprises, dont Coleco et Milton Bradley, ont conçu des jeux électroniques portables, certains pouvant être pris en main et d'autres nécessitant un support pour être posé. De nos jours, ces machines ne sont pas réellement considérées comme des consoles portables car elles ne proposaient qu'un seul jeu, celui incorporé dans la machine en elle-même.
On considère que la Microvision de Milton Bradley, sortie en 1979, a été la véritable première console de jeux vidéo portable avec des cartouches de jeu échangeables. L'entreprise Nintendo a ensuite dominé le marché des consoles portables dès la sortie de sa Game Boy en 1989. Nintendo est souvent vue comme la firme qui a popularisé ce type de console.

## Histoire
La console de jeu vidéo portable tire son origine des jeux électroniques de poche ou de table sortis dans les années 1970 et au début des années 1980. Ces appareils ne permettent de jouer qu'à un seul jeu préintégré. Ils tiennent dans la main ou sur une table, et disposent d'un affichage fluorescent (VFD), à LED ou à cristaux liquides (LCD).
Les jeux électroniques se situent au croisement des jeux électromécaniques comme l'Electronic Tic-Tac-Toe de Waco (1972) ou le Periscope Firing-Range de Cragstan (1951), et du marché émergent des calculatrices à écran opto-électronique (début des années 1970). Cette rencontre s'est produite en 1976, quand Mattel commence à développer, sous l'impulsion de Michael Katz, une gamme de jeux de sport portables utilisant la technologie LED. Ces jeux, de la taille d'une calculatrice, se révèlent être les premiers jeux électroniques portables au monde.

« Notre grand succès fut quelque chose que j'ai conceptualisé : le premier jeu portable. J'ai demandé au groupe de conception de voir s'ils pouvaient mettre au point un jeu qui soit électronique et de la même taille qu'une calculatrice. »

— Michael Katz
Le résultat de cette synthèse est le jeu Auto Race de Mattel. Il est suivi, en 1977, par Football,. Les deux jeux rencontrent un grand succès. Selon Michael Katz, « ces simples jeux électroniques portables se sont transformés en une "catégorie à 400 millions de dollars" ». Ils valent à Mattel un Emmy Award de l'« Innovation pour les écrans de consoles de jeu portables » en 2008. D'autres constructeurs, tels que Coleco, Parker Brothers, Milton Bradley, Entex et Bandai, prennent rapidement la suite de Mattel en proposant leurs propres jeux électroniques.
En 1979, la Microvision et son écran à cristaux liquides, conçue par Smith Engineering et distribuée par Milton Bradley, devient la première console de jeu portable à cartouches interchangeables. Son jeu Cosmic Hunter (1981), introduit également le système de croix directionnelle dans le milieu des consoles portables (le personnage se déplace dans quatre directions à l'aide du pouce).

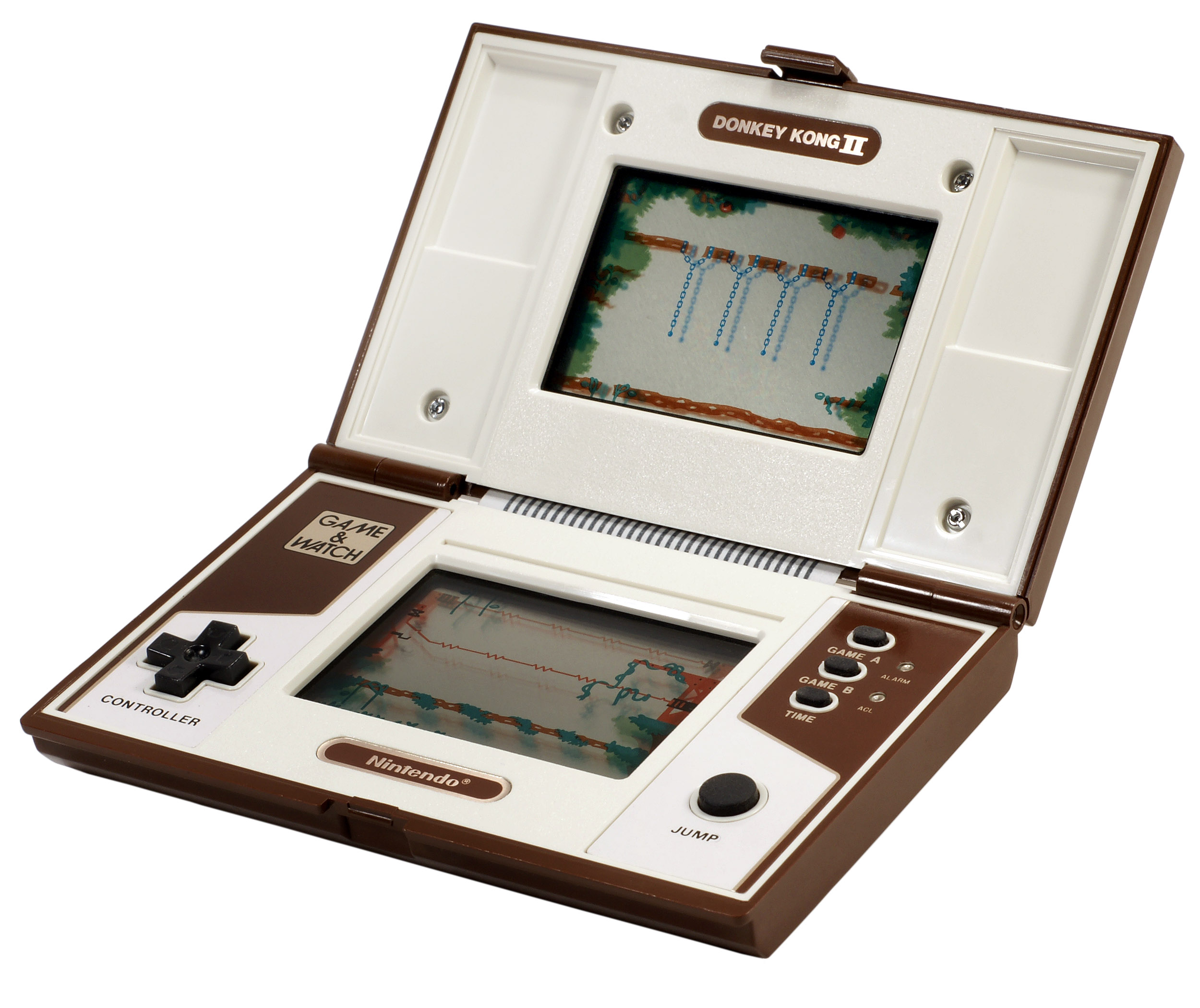
Jeu Game and Watch Donkey Kong II (1983).

En 1979, Gunpei Yokoi voyage à bord d'un shinkansen lorsqu'il aperçoit un homme d'affaires qui, ennuyé, jouait avec une calculatrice LCD. Il lui vient alors l'idée d'une montre faisant également office de jeu miniature pour aider à passer le temps. Dès 1980, Nintendo commercialise une gamme de jeux électroniques conçus par Gunpei Yokoi : les Game and Watch. Mettant à profit la technologie utilisée dans les calculatrices format carte de crédit, les Game and Watch comprennent un afficheur à cristaux liquides imprimant l'heure dans un coin de l'écran. Pour des modèles de Game and Watch ultérieurs, plus développés, Yokoi met au point la première croix directionnelle (ou D-pad), qui sera plus tard réutilisée sur les manettes de NES, avant de devenir un standard de l'industrie,. Quand Yokoi commence à développer la première console portable de Nintendo, il fait une synthèse des Game and Watch et de la Famicom pour donner naissance à la Game Boy.
En 1982, la LCD Solarpower de Bandai est la toute première console de jeu alimentée par photovoltaïsme. Certains de ses jeux, comme le jeu d'horreur Terror House, utilisent deux dalles LCD empilées pour créer un effet primitif de 3D relief. En 1983, la Tomytronic 3D de Takara Tomy simule un effet similaire en juxtaposant deux dalles LCD éclairées par l'extérieur, à travers une fenêtre située sur le haut de la console, faisant d'elle le premier système 3D domestique dédié.

## Fin des années 1970
En 1979, Milton Bradley Company fabrique les Microvision. Les images sont imprimées sur un écran à cristaux liquides.

## Fin des années 1980

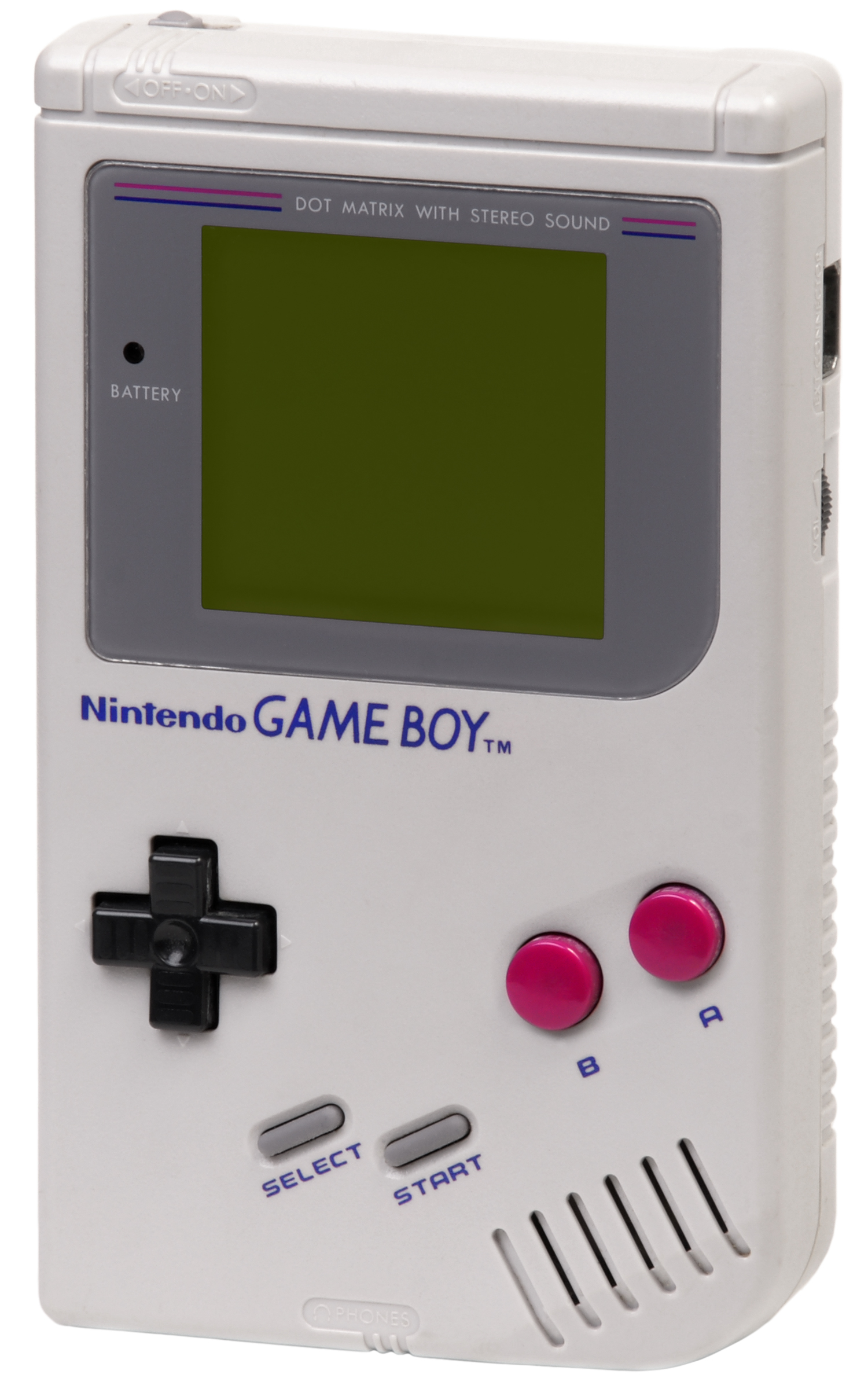
La Game Boy de Nintendo est l'une des plus célèbres consoles portables.

### Game Boy
Le Game Boy (en japonais ゲームボーイ, Gēmu Bōi?) est une console de jeux vidéo portable créée par Nintendo en 1989.

### Lynx
L'Atari Lynx fut la seule console portable d'Atari et la première portable avec un écran LCD couleur. Elle sortit en 1989, la même année que la Game Boy (monochrome) de Nintendo.

### Game Gear
La Game Gear est une console de jeux portable sortie en 1990 et produite par Sega afin de contrer la Game Boy de Nintendo apparue une année plus tôt.

### PC-Engine GT
La PC-Engine GT (appelée TurboExpress aux États-Unis et aussi connue sous le nom Turbo GT) est une console portable fabriquée par NEC en 1991.

### Virtual Boy
Le Virtual Boy sorti en 1995 utilise un rendu stéréoscopique pour donner une impression de relief. Ce sera le seul échec commercial de la marque Nintendo avec la Wii U.

### Neo-Geo Pocket
La Neo-Geo Pocket est la première console portable de SNK. Elle est sortie au Japon fin 1998, et a été arrêtée en 1999, à l'arrivée de la Neo-Geo Pocket Color, à cause de ventes plus faibles que prévu pour la Neo-Geo Pocket monochrome.

## Fin des années 1990

### Game Boy Color
La Game Boy Color (en japonais ゲームボーイカラー, Gēmu Bōi Karā), abrégé GBC, est la console de jeux vidéo portable succédant à la Game Boy. Créée par Nintendo, elle incorpore un écran couleur à peine plus grand que celui de la Game Boy. En revanche, son processeur est deux fois plus rapide, et sa mémoire deux fois plus grande. Elle est rétrocompatible avec tous les jeux Game Boy de première génération.

### Neo-Geo Pocket Color
La Neo-Geo Pocket Color (ou NGPC) est une console portable 16 bits conçue par SNK sortie en 1998 au Japon. Elle est sortie après la console monochrome Neo-Geo Pocket.

### Watara Supervision
La Watara Supervision est une console portable monochrome conçue à Hong Kong et introduite en 1992 comme concurrente de la Game Boy.

### Wonderswan Color
La WonderSwan Color est une console portable conçue par Bandai.

## Les années 2000

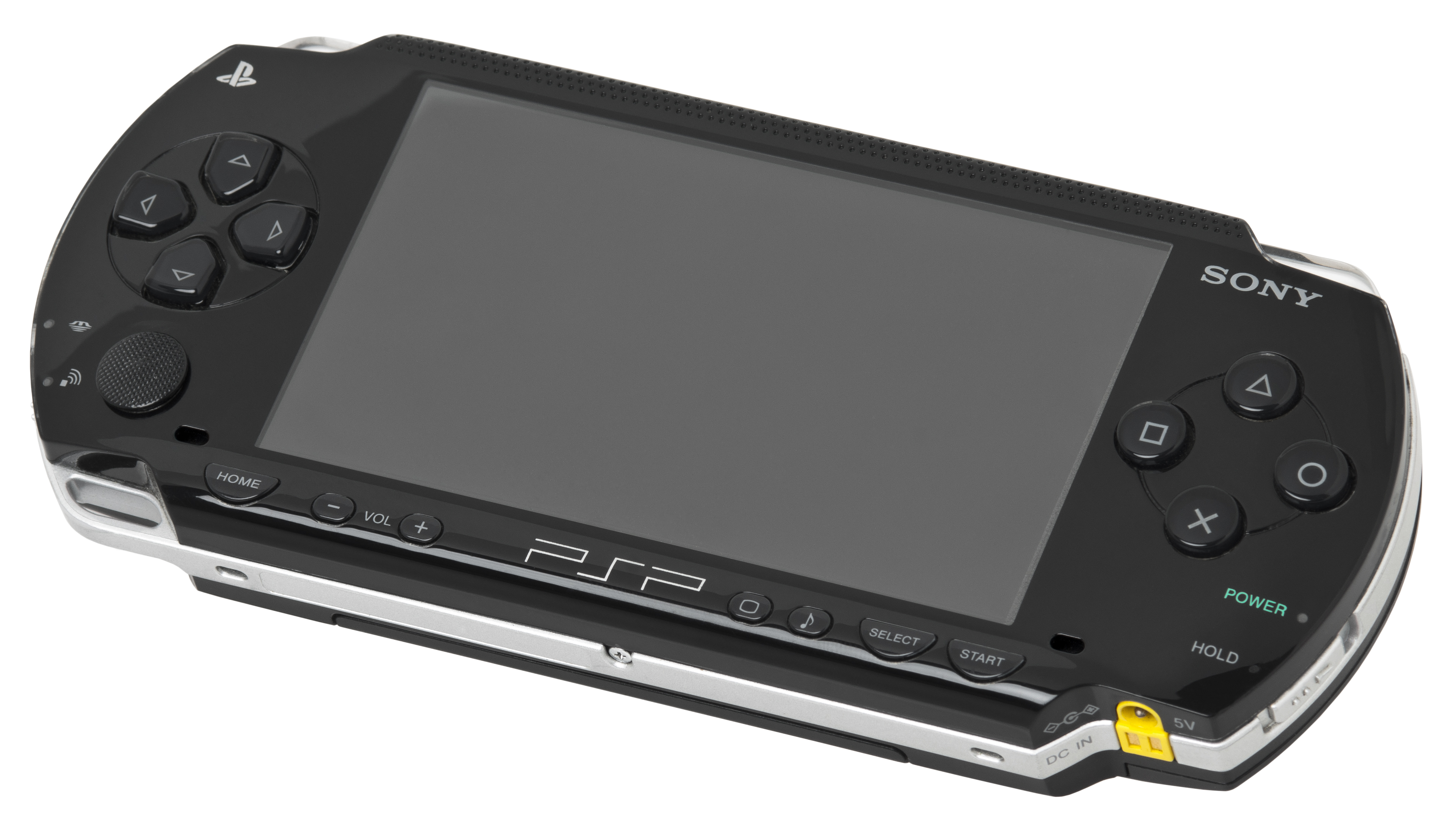
La PSP de Sony

### Game Boy Advance
La Game Boy Advance (ou GBA) est une console de jeux vidéo portable créée par Nintendo en 2001. Elle dispose d'un écran couleur et d'un processeur 32 bits, ce qui en faisait à sa sortie la console portable la plus performante du moment.

### Game Boy Advance SP
La Game Boy Advance SP (SP pour SPecial) est une console de jeux vidéo portable lancée par Nintendo en mars 2003. Cette console possède les mêmes caractéristiques techniques que la Game Boy Advance mais dispose d'un nouveau design et intègre plusieurs changements, dont un écran rétroéclairé.

### N-Gage
La N-Gage est un téléphone portable produit par la société Nokia et lancée en 2003 mais dont la fonctionnalité principale est le jeu vidéo. Elle intègre entre autres un lecteur MP3, une radio et peut, grâce à divers logiciels gratuits et/ou payants disponibles sur Internet, être utilisée comme navigateur web, GPS, etc.

### Game Park 32
La Game Park 32 (GP32) est une console portable d'origine coréenne fabriquée par Game Park. Sortie en Corée en 2002 puis dans une partie de l'Europe (Italie, Espagne et Portugal) le 15 juin 2004.

### Zodiac
La Zodiac est le mélange d'une console de jeu et d'un PDA sous Palm Os.

### Nintendo DS
La Nintendo DS (DS pour Dual Screen ou Double Screen au Japon) est une console portable créée par Nintendo, sortie fin 2004 au Japon et en Amérique du Nord et en 2005 en Europe. Elle dispose de deux écrans dont un tactile. Une version améliorée, la Nintendo DS Lite, est sortie en 2006. La Nintendo DSi est une version améliorée de la Nintendo DS Lite.

### PSP
La PlayStation Portable ou PSP est la première console de jeux vidéo portable de Sony, commercialisée depuis 2004.

### Gizmondo
La Gizmondo est une console de jeux vidéo portable fabriqué par Tiger Telematics qui fait aussi office d'appareil photo, GPS, lecteur audio/vidéo.

### GP2X
La GP2X est une console de jeux vidéo portable utilisant le système d'exploitation Linux, sortie en novembre 2005, et permettant de lire des vidéos, de la musique, des photos et des jeux. L'architecture ouverte de la console permet à tout un chacun de lui développer des logiciels. Le firmware flashable offre la possibilité de faire des mises à jour (nouveaux formats de média, fonctionnalités, système d'exploitation, etc.).

## Les années 2010-2019

### Nintendo 3DS

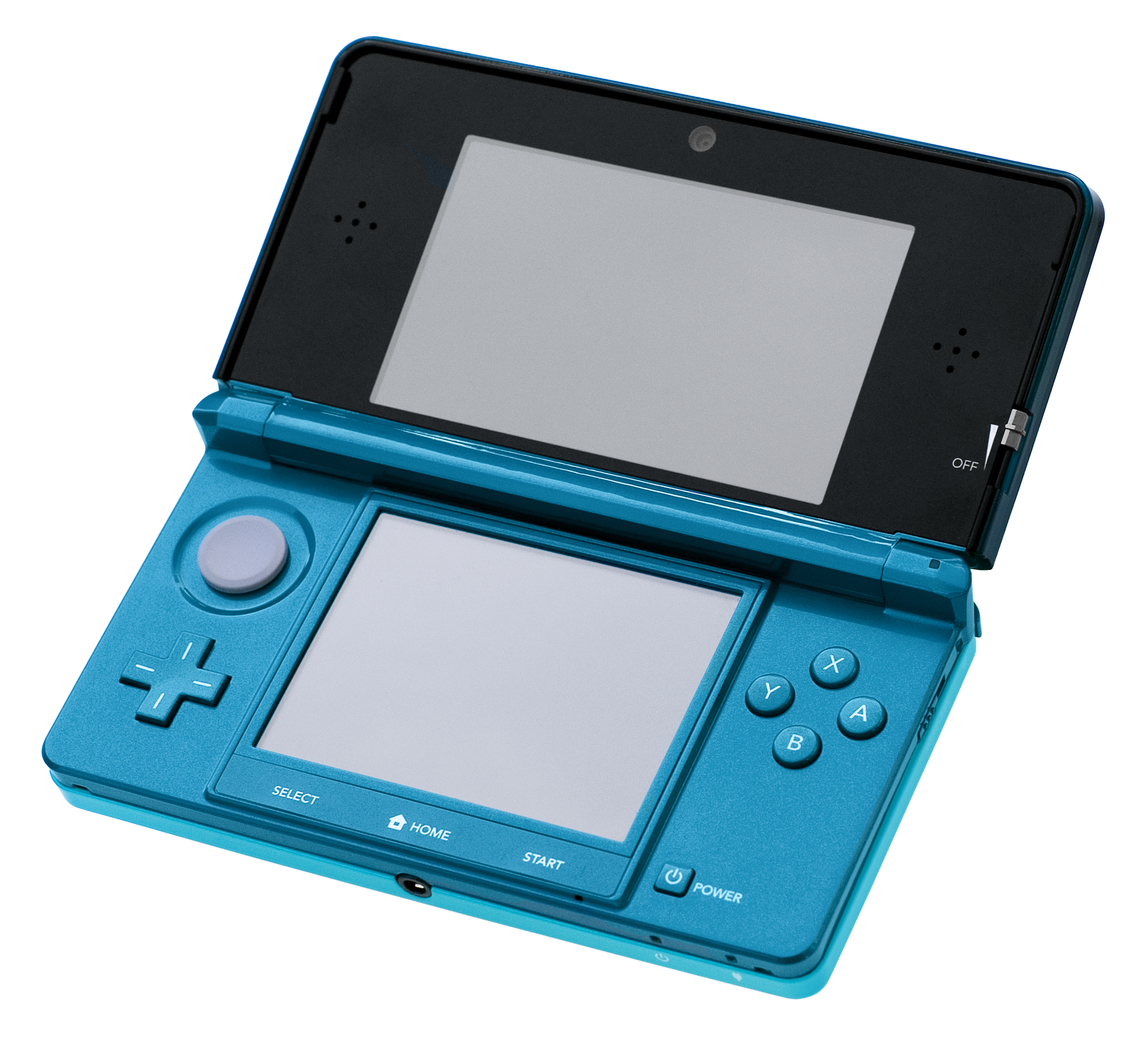
La Nintendo 3DS.

Sortie le 26 février 2011 au Japon, la Nintendo 3DS offre un affichage en 3D autostéréoscopique et un stick (ou deux avec le Circle Pad Pro). À la suite d'un lancement difficile, une baisse de prix importante (de 250 $ à 170 $) et l'ajout des blockbuster Mario Kart 7, Super Mario 3D Land et Monster Hunter 3G (seulement au Japon), ainsi que de Pokémon X et Pokémon Y un peu plus tard, ont développé les ventes.
La sortie de la Nintendo 3DS XL est annoncée un an après.
Une variante de la 3DS, la Nintendo 2DS, sortie durant la même période, a la particularité de ne pas être pliable, ni d'avoir un affichage 3D, ni de son stéréo, ce qui permet de la vendre moins chère que les autres versions de 3DS (129 € contre 179 € environ)[réf. nécessaire].

### PlayStation Vita
De son nom de code NGP, la PlayStation Vita remplace peu à peu la PlayStation Portable. La PlayStation Vita est capable d'afficher des graphismes supérieurs à la PlayStation 2, mais inférieurs à la PlayStation 3[réf. nécessaire]. Une baisse de son prix est annoncée au Japon uniquement, le faisant passer de 25 000 ¥ à 16 000 ¥[Quand ?].  Elle sort en France le 22 février 2012.

### Nintendo Switch Lite
La Nintendo Switch Lite est dérivée de la Nintendo Switch, elle est lancée le 20 septembre 2019 en trois coloris différents : jaune, gris et turquoise.